# ルネ王の暖炉
組曲『ルネ王の暖炉』（ルネおうのだんろ、La Cheminée du roi René ）作品205は、ダリウス・ミヨーが作曲した木管五重奏のための作品。このジャンルでは有名で人気の高い曲の一つである。
元はレーモン・ベルナール監督の映画『愛の騎馬行列』（Cavalcade d'amour 、『愛の騎士旅行』とも。日本公開時の題名は『第三の接吻』）のため1939年に作曲した音楽を、7曲からなる組曲に編んだものである。この映画は3つの時代を描いており、3人の作曲家が各時代の音楽を担当していたが、ミヨーが担当したのは中世の場面であった。ちなみに他の2人はオネゲルとデゾルミエールである。
「ルネ王」とは、15世紀にプロヴァンス伯としてプロヴァンス地方を治めていたヴァロワ家傍系（ヴァロワ＝アンジュー家）のフランス貴族ルネ・ダンジューのことである。一時ナポリ王位に就いていたため「ルネ王」（roi René）と呼ばれ、また「善良王」（Le bon）の異名を持つ。プロヴァンスの中心であるミヨーの故郷エクス＝アン＝プロヴァンスには、冬の間もよく日が当たって風が当たらず暖かい場所があって、ルネ王はそこへ毎日のように出かけたという逸話がある。エクスの人々はその場所を「ルネ王の暖炉」と呼んでいた。
曲は、旋律やリズムが古風でありながら、楽器の使用法や和声が近代的という、新古典主義音楽の典型のような作風になっている。

## 編成
フルート（第6曲でピッコロに持ち替え）、オーボエ、クラリネット、ホルン、ファゴット

## 構成
以下の7曲からなる。演奏時間は約14分。
1. 行列（Cortège）
2. オーバード（朝の歌）（Aubade）
3. 軽業師（Jongleurs）
4. ラ・マウザングラード（La Maousinglade）
5. アルク川の槍試合（Joutes sur l'Arc）
6. ヴァラブルでの狩り（Chasse à Valabre）
7. 夜のマドリガル（Madrigal nocturne）